# Garth Brooks

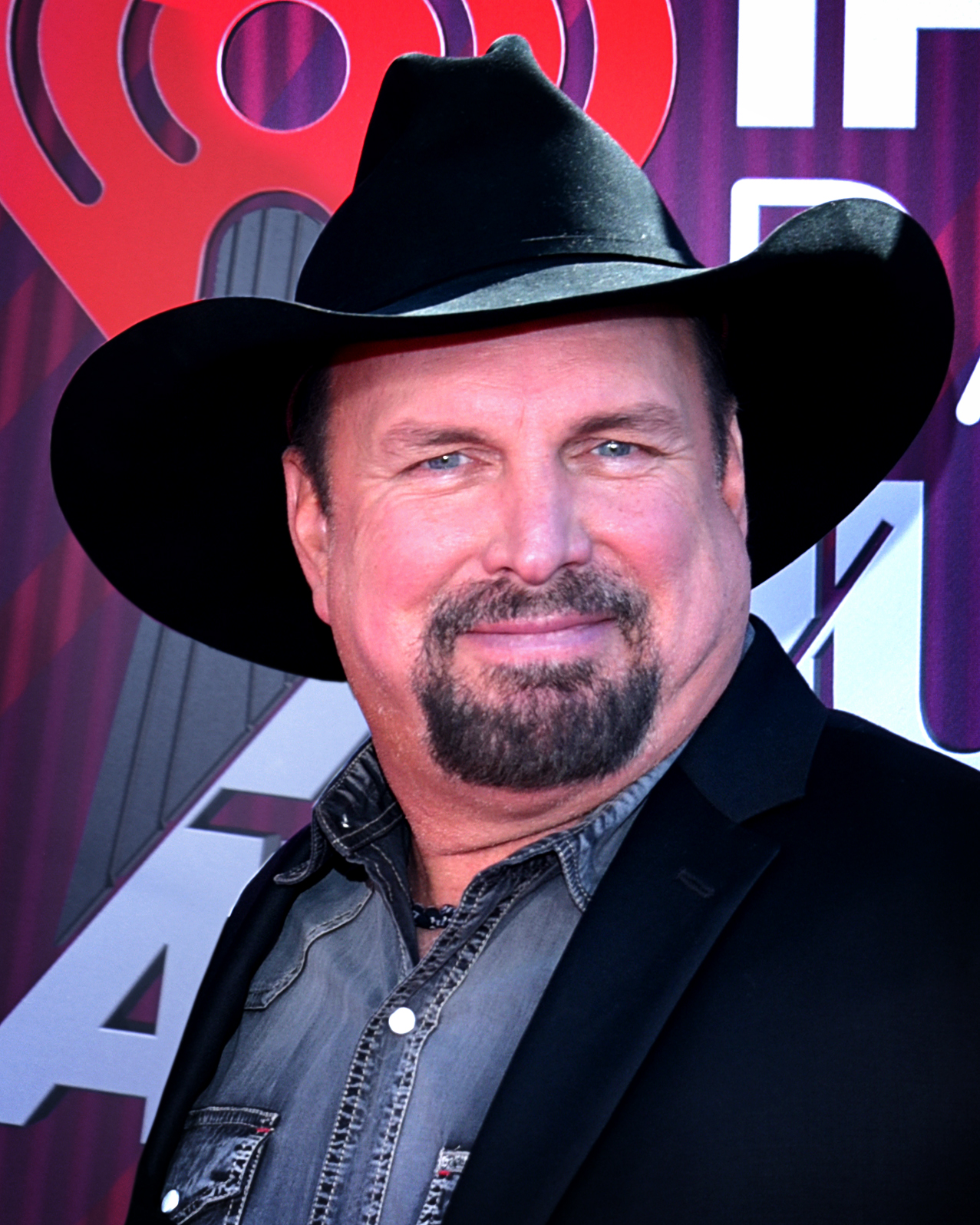
Garth Brooks, 2019

Troyal Garth Brooks (* 7. Februar 1962 in Tulsa, Oklahoma) ist ein US-amerikanischer Country-Musiker, -Sänger und -Songschreiber. Seit seinem Karrierebeginn Anfang der 1990er Jahre wurde er mit über 160 Millionen verkauften Tonträgern zu einem der erfolgreichsten Künstler der USA.

## Leben

### Kindheit und Jugend
Garth Brooks ist der Jüngste von sechs Geschwistern. Sein Vater Troyal Raymond Brooks arbeitete als Techniker und Konstrukteur bei einem Ölunternehmen; seine Mutter Colleen Carroll Brooks war eine Sängerin, die in den 1950er Jahren unter anderem in Red Foleys Fernsehshow Ozark Jubilee auftrat und vier Singles bei Capitol Records veröffentlichte.
Im Jahre 1966 zog die Familie nach Yukon, einem kleinen Ort südöstlich von Oklahoma City. Als Schüler gründete Brooks mehrere Bands. Sein Interesse galt neben der Country-Musik dem Folk und dem Bluegrass, aber auch der Rockmusik. Bis 1980 absolvierte er die High School und nahm anschließend ein Sportstudium mit Schwerpunkt Leichtathletik an der Oklahoma State University in Stillwater auf. Später wechselte er zur Fachrichtung „Marketing und Werbung“ und schloss sein Studium im Dezember 1984 ab. Nebenbei trat er bei Musikveranstaltungen im Umfeld der Universität auf.

### Karrierebeginn
Anfang der 1980er Jahre, zur Zeit der Urban-Cowboy-Bewegung, in der sich Country, Rock und Pop vermischten, hörte Brooks zum ersten Mal George Straits Debütsong Unwound. Daraufhin entschloss er sich, selbst diese Art von Musik zu spielen, die sich musikalisch wieder stärker am klassischen Country orientierte. Im Mai 1986 heiratete er Sandy Mahl und zog ein Jahr später nach Nashville. Er arbeitete zunächst in einem Laden für Westernbekleidung, versuchte aber auch, sich als Songschreiber zu etablieren und produzierte Demoaufnahmen. Seine späteren Manager Bod Doyle und Pam Lewis wurden auf ihn aufmerksam, und Joe Harris, ein erfahrener Musikagent, organisierte für ihn Auftritte und Konzerte, bei denen er schließlich das Interesse eines Talentsuchers der Plattenindustrie weckte.

### Erfolge, Familie

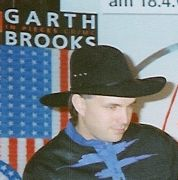
Garth Brooks, 2004

Sein erstes Album mit dem Titel Garth Brooks, produziert von Allen Reynolds, wurde im April 1989 veröffentlicht. Sein im August 1990 erschienenes zweites Album No Fences wurde innerhalb der folgenden acht Jahre mit 16 Millionen verkauften Exemplaren eines der erfolgreichsten Country-Musik-Alben. Im Juli 1992 wurde seine erste Tochter geboren. Ebenfalls 1992 erschien Beyond the Season, eine Sammlung von Weihnachtsliedern. 1994 wurde eine Kollektion von 18 Hits veröffentlicht. Im kalifornischen Fresno wurde ein Radiosender in K-Garth umbenannt und spielt ausschließlich seine Songs unter dem Motto „All Garth, all the time“. Innerhalb von sechs Jahren verkaufte Brooks über 60 Millionen Alben. Im Mai 1994 wurde seine zweite Tochter geboren. Er beteiligte sich am im Juni 1994 veröffentlichten Kiss-Tributealbum Kiss My Ass und nahm dafür zusammen mit Kiss den Song Hard Luck Woman auf.
Es folgten mehrere Rückschläge. Sein Ansehen bei seiner Zielgruppe wurde durch das Bekanntwerden außerehelicher Affären im Jahr 1994 beeinträchtigt. Das nach einem einjährigen Rückzug veröffentlichte Album Fresh Horses erfüllte die hohen kommerziellen Erwartungen nicht. Außerdem trennten sich seine Manager, und sein langjähriger Agent starb. Weiterhin kam es zu Unstimmigkeiten mit seiner Plattenfirma. Brooks klagte über unzureichende Unterstützung bei der Produktion des Albums Sevens. Das mit Verspätung veröffentlichte Album verkaufte sich dann jedoch innerhalb von fünf Wochen fünf Millionen Mal. Am Ende blieb Brooks bei seinem bisherigen Label.
Im Juli 1996 kam seine dritte Tochter zur Welt. Die 1996 begonnene dreijährige Welttournee war nochmals ein großer Erfolg. Das Album Double Live von November 1998 wurde zum erfolgreichsten Livealbum in den USA. 1998 erreichte Brooks drei Positionen an der Spitze der Billboard-Alben-Pop-Charts, was zuletzt Elton John 1975 gelungen war. 1999 gründete Brooks eine Wohltätigkeitsorganisation für Kinder. Im September kam unter dem Pseudonym „Chris Gaines“ das Pop-Album In the Life of Chris Gaines in den Verkauf. Es erfüllte mit zwei Millionen in den USA verkauften Exemplaren nicht die kommerziellen Erwartungen. Das Album zeigt eine neue Seite des Künstlers. Es sollte die musikalische Entwicklung des fiktiven Rockstars Chris Gaines zeigen und auf den Film The Lamb vorbereiten, der aber wegen des Misserfolgs nie produziert wurde.

### Rückzug und Comeback

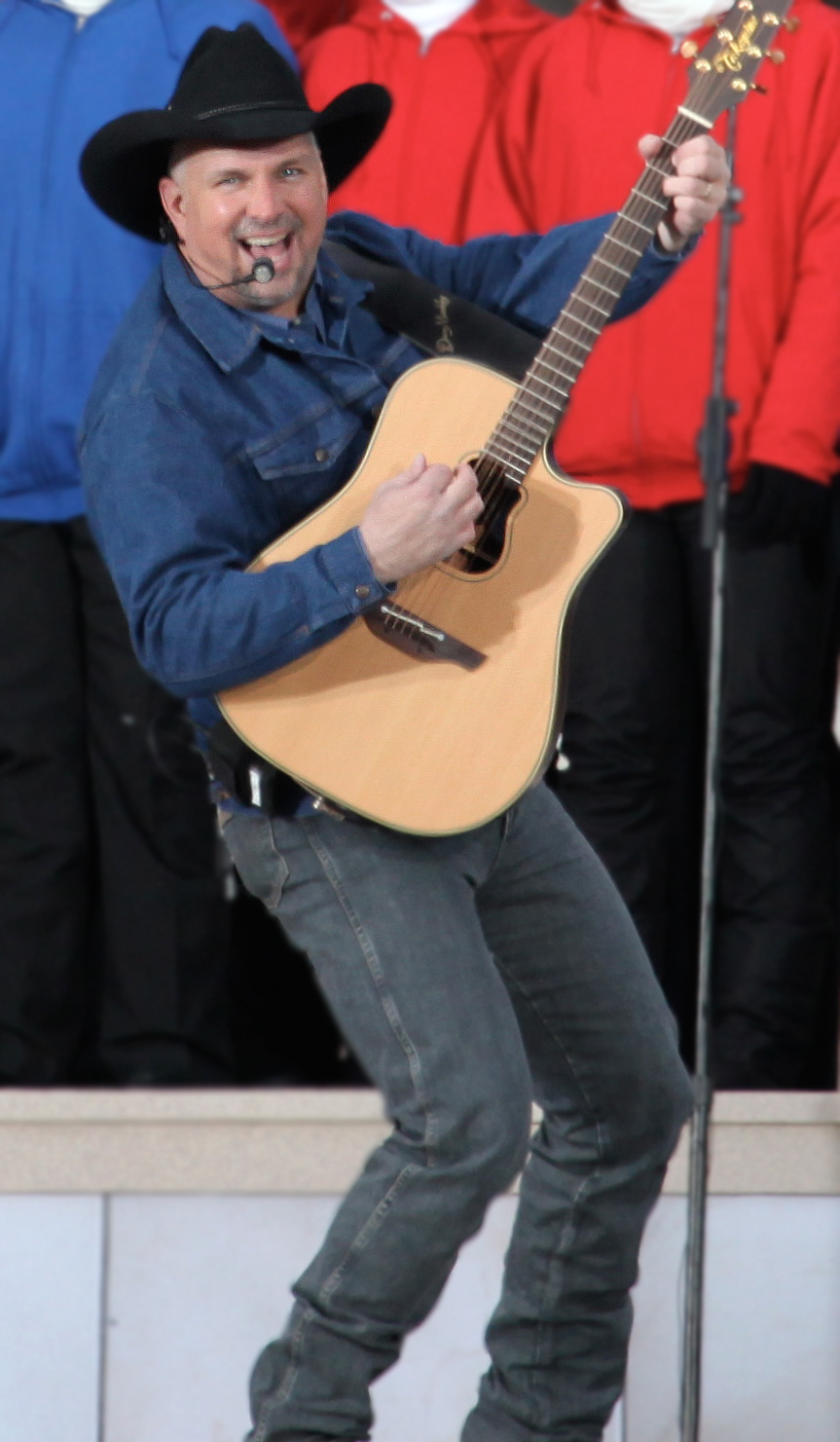
Garth Brooks, 2009

Im Oktober 2000 verkündete Brooks seinen Rückzug aus dem Musikgeschäft. Er sagte, er wolle seine Kinder aufwachsen sehen und werde erst wieder auf Tournee gehen, wenn sie erwachsen seien. Mit rund 100 Millionen verkauften Alben war Brooks zu diesem Zeitpunkt der kommerziell erfolgreichste Solokünstler in den Vereinigten Staaten, noch vor Elvis Presley und den bekannten Musikern der 1990er Jahre wie Michael Jackson und Madonna. Nur die Beatles hatten mehr Alben verkauft. Brooks ist aber außerhalb Nordamerikas nur wenig bekannt. Heute ist er mit über 160 Millionen verkauften Alben in den USA auf Platz 2 der RIAA-Bestsellerliste, hinter den Beatles (178 Millionen in den USA verkauften Alben). Dahinter folgen auf Platz 3 Presley mit 136 Millionen und Led Zeppelin mit 111,5 Millionen.
Brooks’ Ehe wurde 2001 geschieden. Im selben Jahr starb auch seine Mutter, und er zeigte sich nur noch selten in der Öffentlichkeit. Brooks lebt mit der Country-Sängerin Trisha Yearwood zusammen, mit der er seit Ende 2005 verheiratet ist. Ende 2005 veröffentlichte Brooks anlässlich Chris LeDoux’ Tod das Lied Good Ride Cowboy; es folgte aber kein weiteres Album. Im Januar 2008 spielte Garth Brooks für die Aktion F.I.R.E. der McCormick Tribune Foundation fünf Benefizkonzerte in Los Angeles. Im Januar 2009 trat Brooks in einem Konzert zur Amtseinführung von Präsident Obama in Washington auf. 2011 wurde Brooks in die Songwriters Hall of Fame und 2012 in die Country Music Hall of Fame aufgenommen.
Seit 2014 ist Brooks wieder auf Tournee. Im November 2014 erschien bei seinem neuen Label RCA Records das Studioalbum Man Against Machine, das in den USA mit Platin ausgezeichnet wurde. 2016 folgte das Album Gunslinger. Am 20. Januar 2021 trat er bei der Amtseinführung von Joe Biden zum Präsidenten der Vereinigten Staaten auf und sang Amazing Grace. Dies wurde von der ARD-Korrespondentin Claudia Buckenmaier als versöhnliche Geste von Brooks aufgenommen, da er einerseits überzeugter Republikaner sei, andererseits der dargebotene Song insbesondere bei der afro-amerikanischen Bevölkerung beliebt sei.

### Vorwürfe wegen sexueller Nötigung im Jahr 2024
Im Oktober 2024 wurde Brooks durch eine zunächst anonym gebliebene Klägerin beschuldigt, sie zwischen 2017 und 2020 während ihrer Arbeit als Visagistin sexuell belästigt und vergewaltigt zu haben. Die Klage wurde am 3. Oktober 2024 beim Superior Court in Los Angeles eingereicht und umfasst Anschuldigungen wegen sexueller Nötigung und Körperverletzung.
Brooks wies die Vorwürfe zurück und hatte bereits im September seinerseits eine präventive Klage eingereicht. In dieser wirft er der Klägerin versuchte Erpressung und Verleumdung vor. Er führt aus, dass sie ihm gedroht habe, ihn öffentlich zu verklagen, falls er ihr nicht Millionen von Dollar zahle.

## Brooks’ Musik
Garth Brooks’ Musik vereint Elemente von Rock-, Pop- und Country-Musik. Er setzt Instrumente wie Klaviere, akustische und elektrische Gitarren und Fiddles ein, aber auch Banjos und Mundharmonikas. Auf jedem Album sind andere musikalische Einflüsse spürbar, die allerdings nicht so weit von der klassischen Country-Grundlinie entfernt sind wie beispielsweise bei Tim McGraw oder Keith Urban.
Brooks gilt als Wegbereiter für den Erfolg anderer Künstler einer neuen Generation des Mainstream-Country wie Shania Twain, LeAnn Rimes und der Dixie Chicks. Sein Musikstil entwickelte sich Ende der 1980er und Anfang der 1990er Jahre und bestimmte die kommerzielle Country-Musik für das nächste Jahrzehnt: der New Country. 2002 sang der irische Popmusiker Ronan Keating Brooks’ Ballade If Tomorrow Never Comes für sein Album Destination ein und machte Brooks dadurch auch in Europa bekannt.

### Alben und bekannte Songs
Das erste Album Garth Brooks verkaufte sich am Anfang nur zögerlich. Die erste Single Much Too Young (To Feel This Damn Old) schaffte es jedoch schnell in die Top Ten der Country-Charts. In dem Lied wird der ehemalige Rodeoreiter und Sänger Chris LeDoux erwähnt, auf dessen Konzerten Brooks im Vorprogramm spielte. Den großen Durchbruch schaffte er mit der Ballade The Dance.
Für das Lied The Thunder Rolls aus dem Album No Fences wurde ein umstrittenes Musikvideo produziert. Auf dem Album sind nur zwei Strophen enthalten. Die dritte Strophe, die aus der betrogenen Ehefrau eine Mörderin macht, spielte Brooks ursprünglich nur auf Konzerten. Der Mord wird in dem dazugehörigen Musikvideo explizit dargestellt. Einige der Country-Fernsehsender mit konservativer, familienbetonter Ausrichtung boykottierten das Lied. Für Brooks war dieser „Skandal“ erfolgreiche Werbung. Ein weiterer erfolgreicher Song aus dem Album wurde Friends in Low Places.
Im September 1991 schaffte es das Album Ropin the Wind beim Verkaufsstart an die Spitze der Billboard Country- und Pop-Charts. Auf diesem Album versuchte Brooks, in neue musikalische Richtungen vorzustoßen. Shameless ist ein Lied von Billy Joel, das Brooks schon häufig bei Liveauftritten gespielt und nun in einer Coverversion in sein Album aufgenommen hatte.
Vom vierten Album The Chase waren schon im Voraus fünf Millionen Exemplare für die Veröffentlichung im September 1992 produziert worden. Das war ein neuer Rekord in der Musikgeschichte, der sechs Jahre später von Brooks’ Double Live mit 6,8 Millionen Stück noch übertroffen wurde. We Shall Be Free ist ein Lied mit Gospel-Chor, das unter dem Eindruck der Unruhen in Los Angeles im Vorjahr entstanden war und zur Toleranz aufruft. Zitat: „When the last thing we notice is the color of skin, and the first thing we look for is the beauty within, then we shall be free“ („Sobald die Hautfarbe das letzte ist, was wir bemerken, und wir zuerst die innere Schönheit suchen, dann werden wir frei sein“). Zu Weihnachten 1992 kam das Album Beyond the Season in den Verkauf.
Das Album In Pieces erschien im August 1993 und enthält die Erfolgssingle Ain’t Going Down ('Til the Sun Comes Up). Ein Jahr später erschien ein Sampler mit 18 Hits. Fresh Horses, veröffentlichte im November 1995, blieb hinter den Verkaufserwartungen zurück. Das autobiographische Lied The Old Stuff ist ein Rückblick eines erfolgreichen Stars, der sich an die alten Zeiten erinnert, in denen er noch ein unbekannter Musiker war. Sevens, das siebte Studioalbum, wurde wegen Unstimmigkeiten mit dem Management von Capitol Records erst verspätet im Dezember 1997 veröffentlicht. Das Stück In Another’s Eyes wurde als Duett mit Brooks Ehefrau Trisha Yearwood gesungen.
Im Mai 1998 begann der Verkauf der Sammelbox The Limited Series, die in limitierter Auflage die ersten sechs Alben und zusätzlich sechs neue Lieder enthält. Double Live ist kein Konzertmitschnitt, sondern ein Doppelalbum mit einer Sammlung von Musikstücken, die bei mehreren Konzerten aufgezeichnet wurden. In der ersten Verkaufswoche wurden über eine Million Exemplare verkauft. 1999 erschien das zweite Weihnachtsalbum The Magic of Christmas, das mit großem Orchester und einer Big Band aufgenommen wurde. Das Album verkaufte sich eine Million Mal.
Im November 2001 veröffentlichte Brooks Scarecrow. Das Lied Rodeo or Mexico greift erneut das auf vielen seiner Alben zu findende klassische Country-Thema Rodeo auf. In der Ballade Pushing up Daisies verarbeitet Brooks den Tod seiner Mutter. Im selben Jahr erschien auch eine Neuauflage seines Weihnachtsalbums von 1999 mit dem Titel Songs from Call Me Claus. Dies ist auch der Soundtrack zu dem Fernsehfilm Nenn’ mich einfach Nikolaus mit Whoopi Goldberg. Die Weihnachtskomödie wurde von Brooks produziert.

### Die Konzerte
In seinen Shows geht Garth Brooks auf das Publikum ein und kommuniziert mit seinen Fans. Show-Einlagen, bei denen er an Seilen über die Bühne schwang und auch Gitarren zerschlug, waren früher fester Bestandteil der Veranstaltungen. Auf Konzerten trat Garth Brooks mit der Band Stillwater auf: Dave Gant (Keyboard), James Garver (Lead-Gitarre), Mark Greenwood (Bass), Jimmy Mattingly (Geige), Steve McClure (Steel und E-Gitarre), Debbie Nims (Gitarre), Mike Palmer (Schlagzeug). Garth Brooks’ Schwester Betsy (Bass) war zeitweise in der Band, ebenso Ty England (akustische Gitarre), ein alter Freund von der Universität. Sein Bruder Kelly war als Konzert-Manager tätig.
Im Januar 1992 strahlte der nationale Fernsehsender NBC This is Garth Brooks aus. Die Sendung war ein Porträt des Musikers und gleichzeitig ein Zusammenschnitt mehrerer Konzerte aus Dallas. Durch die Anwendung von Elementen aus Bühnenshows von Rockstars und aufgrund seiner Ausstrahlung konnte Brooks viele Menschen begeistern, denen Country-Musik eigentlich fremd war. Beim Super Bowl 1993 sang Brooks die Nationalhymne der USA.
1994 füllte er bei seinen Konzerten die größten Hallen der USA. Das Konzert im Texas Stadium in Dallas mit 65.000 Sitzplätzen war innerhalb von 92 Minuten ausverkauft. Daraufhin wurden zwei zusätzliche Konzerte angesetzt, die ebenfalls jeweils nach rund 90 Minuten ausverkauft waren. In Irland war die Tournee ebenfalls sehr erfolgreich. 1996 begann Brooks eine Tournee mit 347 Shows an 99 Orten. Das größte Konzert fand am 7. August 1997 im Central Park in New York City statt. Zu dem Konzert kamen nach Angaben der Polizei 980.000 Besucher; damit ist es das größte Konzert, das dort jemals stattfand. Im Oktober 1996 wurden in Chicago innerhalb von vier Stunden 140.000 Tickets für acht Konzerte verkauft.

## Bedeutendste Auszeichnungen
Die Academy of Country Music Awards verlieh Garth Brooks 1990 mit dem Titel Entertainer of the Year seine erste große Auszeichnung. Er selbst sagt, dass die Aufnahme in die Grand Ole Opry im Oktober 1990 die größte Ehre seiner Karriere gewesen sei. Nachdem Brooks 1996 bei den American Music Awards bereits drei Preise gewonnen hatte, lehnte er den Titel zum Favorite Artist of the Year ab, weil er in diesem Jahr nichts getan habe, um den Preis zu verdienen. Im Mai 2002 wurde ihm von der American Society of Composers, Authors, and Publishers (ASCAP) eine Auszeichnung verliehen, die seine herausragende Arbeit als Künstler und Songwriter würdigt.
- 24 Billboard Music Awards
- 23 Academy of Country Music Awards – unter anderem Artist of the Decade (1990’s) (Künstler des Jahrzehnts)
- 20 American Music Awards – unter anderem Artist of the Decade (1990’s) (Künstler des Jahrzehnts)
- 27 Country Music Association Awards
- 10 People’s Choice Awards
- 2 Grammy Awards
- 3 ASCAP Awards
- 1 RIAA Award – Artist of the Century (1900’s) (Künstler des Jahrhunderts)

- Aufnahme in die Grand Ole Opry am 6. Oktober 1990
- Stern auf dem Hollywood Walk of Fame am 30. Juni 1995
- Aufnahme in die Songwriters Hall of Fame im Jahr 2011
- Aufnahme in die Country Music Hall of Fame im Jahr 2012

## Diskografie
Studioalben

| Jahr | Titel               | Höchstplatzierung, Gesamtwochen, AuszeichnungChartplatzierungen (Jahr, Titel, Platzierungen, Wochen, Auszeichnungen, Anmerkungen) | Höchstplatzierung, Gesamtwochen, AuszeichnungChartplatzierungen (Jahr, Titel, Platzierungen, Wochen, Auszeichnungen, Anmerkungen) | Höchstplatzierung, Gesamtwochen, AuszeichnungChartplatzierungen (Jahr, Titel, Platzierungen, Wochen, Auszeichnungen, Anmerkungen) | Höchstplatzierung, Gesamtwochen, AuszeichnungChartplatzierungen (Jahr, Titel, Platzierungen, Wochen, Auszeichnungen, Anmerkungen) | Höchstplatzierung, Gesamtwochen, AuszeichnungChartplatzierungen (Jahr, Titel, Platzierungen, Wochen, Auszeichnungen, Anmerkungen) | Höchstplatzierung, Gesamtwochen, AuszeichnungChartplatzierungen (Jahr, Titel, Platzierungen, Wochen, Auszeichnungen, Anmerkungen) | Höchstplatzierung, Gesamtwochen, AuszeichnungChartplatzierungen (Jahr, Titel, Platzierungen, Wochen, Auszeichnungen, Anmerkungen) | Höchstplatzierung, Gesamtwochen, AuszeichnungChartplatzierungen (Jahr, Titel, Platzierungen, Wochen, Auszeichnungen, Anmerkungen) | Anmerkungen                                                                               |
| Jahr | Titel               | DE | AT | CH | UK | US | Country | CA | CA Country | Anmerkungen                                                                               |
| ---- | ------------------- | --- | --- | --- | --- | --- | --- | --- | --- | ----------------------------------------------------------------------------------------- |
| 1989 | Garth Brooks        | — | — | — | — | US13 Diamant · (224 Wo.)US | Country2 (299 Wo.)Country | CA60 (4 Wo.)CA | — | Erstveröffentlichung: 12. April 1989 in den CA-Albumcharts erst 1992 platziert            |
| 1990 | No Fences           | — | — | — | — | US3 ×8Diamant + Achtfachplatin · (224 Wo.)US                                                                                      | Country1 (240 Wo.)Country | CA49 ×7Siebenfachplatin · (53 Wo.)CA                                                                                              | — | Erstveröffentlichung: 27. August 1990                                                     |
| 1991 | Ropin’ the Wind     | — | — | — | UK41 (2 Wo.)UK | US1 ×4Diamant + Vierfachplatin · (132 Wo.)US                                                                                      | Country1 (174 Wo.)Country | CA22 ×5Fünffachplatin · (60 Wo.)CA                                                                                                | — | Erstveröffentlichung: 10. September 1991 Platz 98 der kanadischen Alben-Jahrescharts 1991 |
| 1992 | The Chase           | DE76 (8 Wo.)DE | — | — | — | US1 Diamant · (64 Wo.)US | Country1 (97 Wo.)Country | CA6 ×5Fünffachplatin · (47 Wo.)CA                                                                                                 | — | Erstveröffentlichung: 22. September 1992 Platz 94 der kanadischen Alben-Jahrescharts 1993 |
| 1993 | In Pieces           | DE83 (4 Wo.)DE | — | — | UK2 Gold · (13 Wo.)UK | US1 Diamant · (76 Wo.)US | Country1 (98 Wo.)Country | CA3 ×5Fünffachplatin · (27 Wo.)CA                                                                                                 | — | Erstveröffentlichung: 31. August 1993 Platz 31 der kanadischen Alben-Jahrescharts 1993    |
| 1995 | Fresh Horses        | DE55 (9 Wo.)DE | — | CH35 (2 Wo.)CH | UK22 Gold · (8 Wo.)UK | US2 ×8Achtfachplatin · (66 Wo.)US                                                                                                 | Country1 (104 Wo.)Country | CA7 ×5Fünffachplatin · (8 Wo.)CA                                                                                                  | — | Erstveröffentlichung: 21. November 1995                                                   |
| 1997 | Sevens              | DE41 (12 Wo.)DE | — | CH38 (5 Wo.)CH | UK34 Silber · (7 Wo.)UK | US1 Diamant · (58 Wo.)US | Country2 (99 Wo.)Country | CA3 ×5Fünffachplatin · (9 Wo.)CA                                                                                                  | — | Erstveröffentlichung: 25. November 1997                                                   |
| 2001 | Scarecrow           | DE58 (3 Wo.)DE | — | CH77 (3 Wo.)CH | UK82 (1 Wo.)UK | US1 ×5Fünffachplatin · (28 Wo.)US                                                                                                 | Country1 (84 Wo.)Country | CA6 Platin · (15 Wo.)CA | CA Country— (39 Wo.)CA Country | Erstveröffentlichung: 13. November 2001                                                   |
| 2014 | Man Against Machine | DE74 (1 Wo.)DE | — | — | UK23 (4 Wo.)UK | US4 Platin · (20 Wo.)US | Country1 (42 Wo.)Country | CA4 Gold · (7 Wo.)CA | — | Erstveröffentlichung: 11. November 2014                                                   |
| 2016 | Gunslinger          | — | — | CH93 (1 Wo.)CH | UK81 (1 Wo.)UK | US25 Platin · (5 Wo.)US | Country4 (9 Wo.)Country | CA18 (6 Wo.)CA | — | Erstveröffentlichung: 25. November 2016                                                   |
| 2020 | Fun                 | — | — | — | — | US42 (5 Wo.)US | Country7 (12 Wo.)Country | — | — | Erstveröffentlichung: 20. November 2020                                                   |